# Colléter

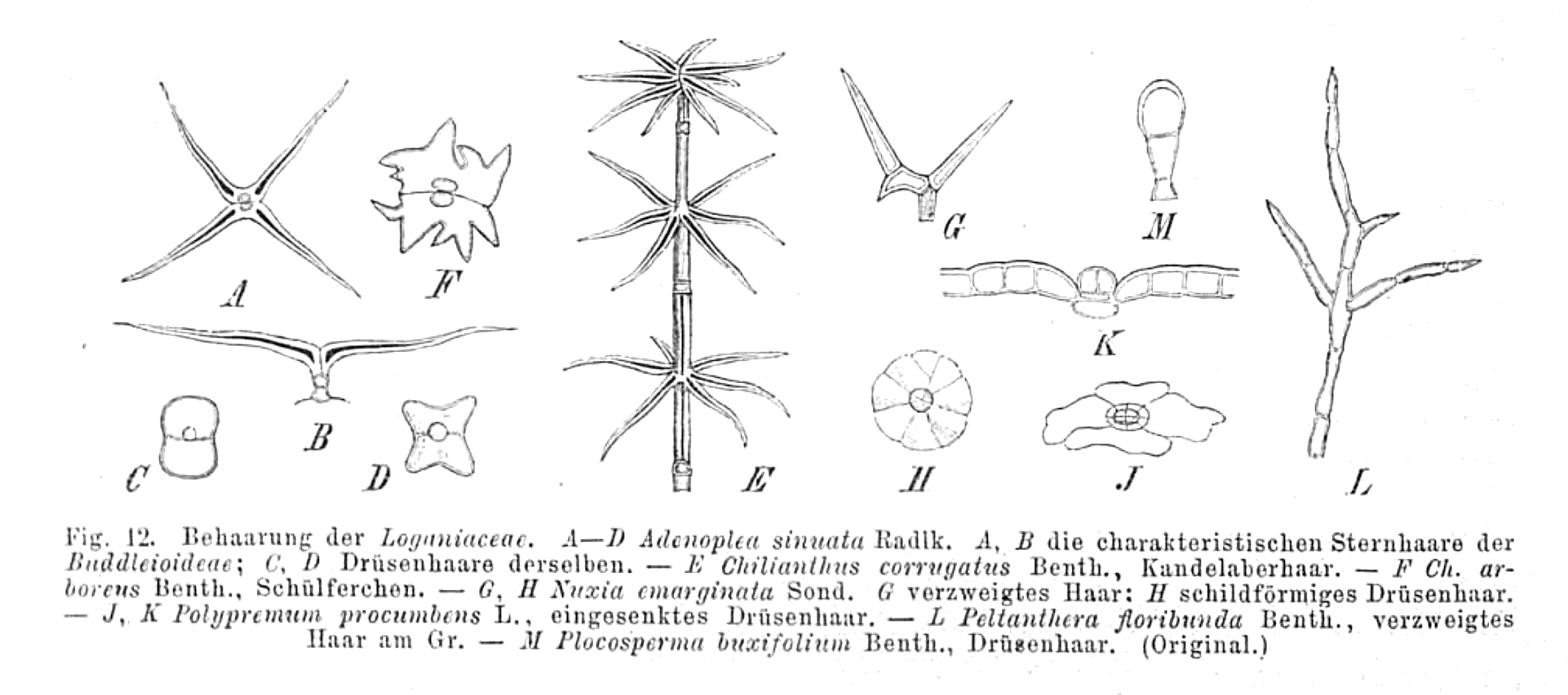
Plusieurs types de poils existent chez les Loganiaceae, parmi lesquels les colléters sécréteurs multicellulaires présentés ici en coupe transversale (C, D, H).

Les colléters sont des structures végétales, type de  poils sécréteurs multicellulaires qui se trouvent en groupes près de la base des pétioles, des stipules ou des sépales.  On les rencontre chez les espèces de plantes de nombreuses familles d'Angiospermes, notamment chez les Loganiaceae et des Rubiaceae,.